# Opération Opéra
L’opération Opéra (appelée également parfois opération Babylone ou opération Ofra, en hébreu : אופרה) est une intervention militaire israélienne qui se déroula le 7 juin 1981.
En 1976, l'Irak avait acheté Osirak, un réacteur nucléaire de classe Osiris à la France. Celui-ci devait officiellement servir à produire de l'électricité mais les Israéliens virent ce projet d'un mauvais œil, suspectant l'Irak de vouloir utiliser la centrale nucléaire dans le cadre de son programme clandestin d'armes de destruction massive décidé dans les années 1970. La centrale nucléaire avait la capacité à produire du plutonium, matériau indispensable à la fabrication d'une bombe atomique.
Pour empêcher l'Irak de devenir le cas échéant une puissance nucléaire, Israël lança l'opération Opéra dans le but de détruire la centrale avant qu'elle ne contienne des éléments radioactifs. L'intervention consista en une attaque aérienne qui détruisit le site et fit onze morts, dont un ingénieur français.

## Prélude

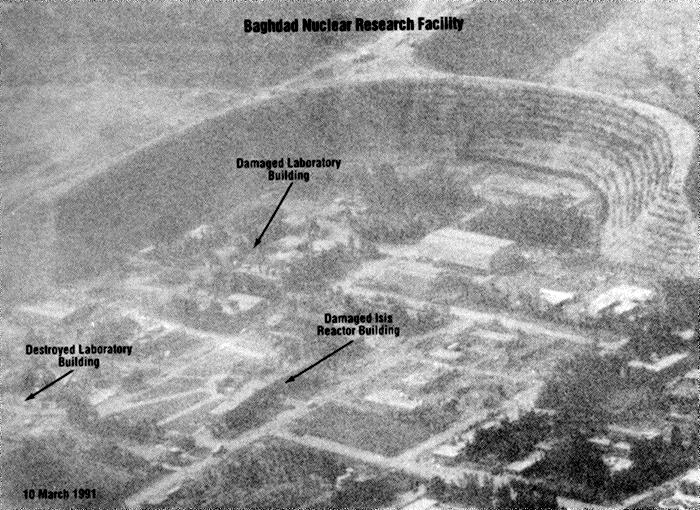
Le centre de recherche nucléaire d'Al-Tuwaitha à la sortie sud-est de Bagdad le 10 mars 1991 après un bombardement américain.

Le 18 novembre 1975, La France et l'Irak signent un accord de coopération pour l'utilisation de l'énergie nucléaire à des fins pacifiques. 
Le 6 avril 1979, le Mossad, le service israélien chargé du renseignement extérieur et des opérations spéciales, mène une opération commando à l'intérieur de l'usine de Constructions navales et industrielles de la Méditerranée (CNIM), à La Seyne-sur-Mer (Var). La cuve en acier du réacteur d'Osirak est détruite au moyen de bombes à charge creuse. La France répare les dégâts, mais dans la nuit du 13 au 14 juin 1980, le Mossad égorge dans un hôtel parisien l'Égyptien Yahya Al-Meshad, membre de la Commission atomique irakienne. Par la suite, des ingénieurs du Commissariat à l'énergie atomique reçoivent des lettres de menace.
Le 30 septembre 1980, au début de la guerre Iran-Irak, deux chasseurs-bombardiers F-4 Phantom de la Force aérienne de la république islamique d'Iran attaquent avec douze bombes Mk 82 (fournies par le Mossad et importées en Iran au moyen d'un Boeing 707 non immatriculé) le centre de recherches de Tuwaitha à Bagdad mais sans toucher directement les deux réacteurs Osirak et Isis. Il s'agit de la première attaque militaire visant un site nucléaire.

## Déroulement du raid

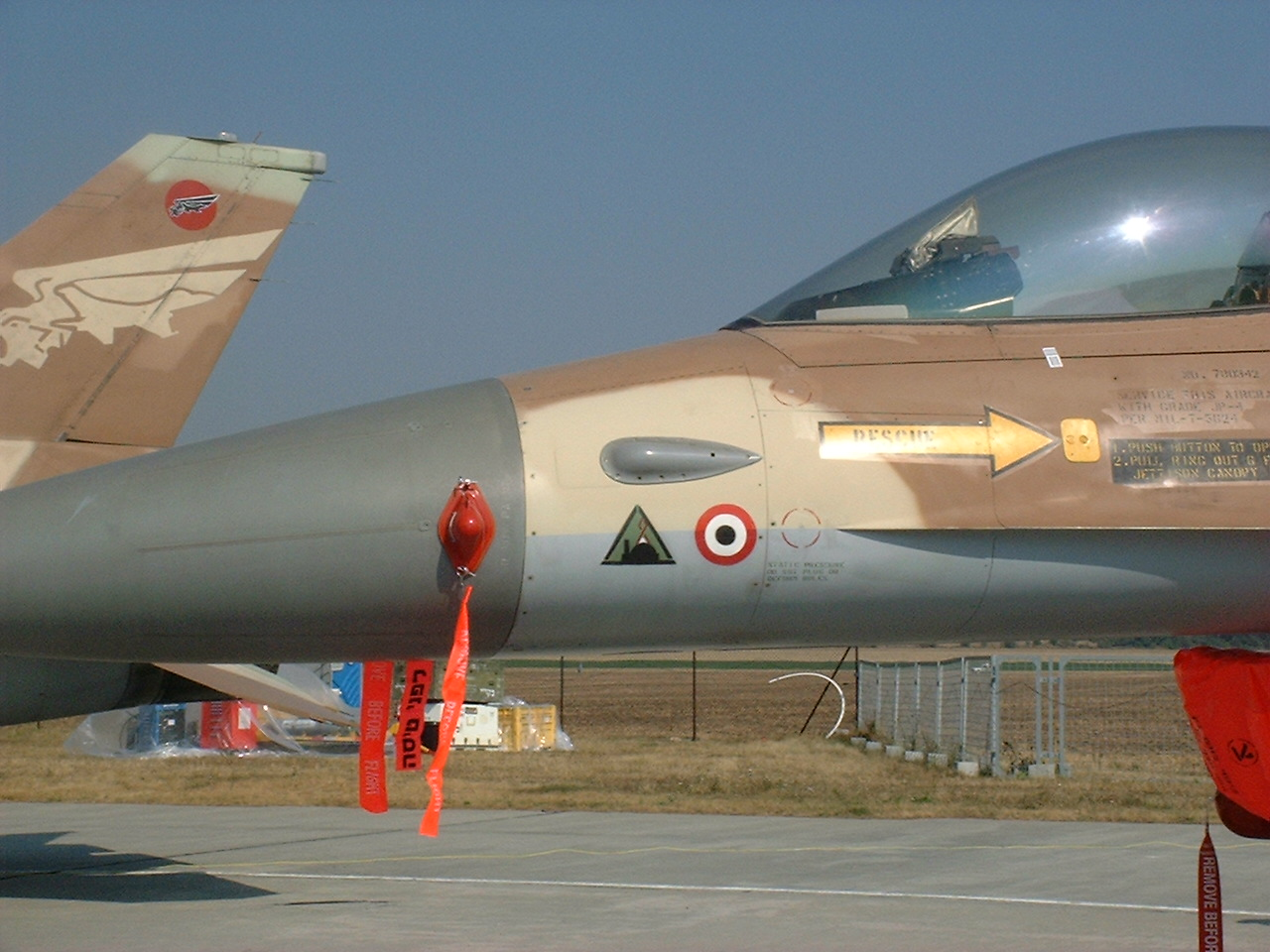
La marque de victoire d'un des F-16A qui a participé au raid. La cocarde représentant le raid est la triangulaire verte. L'autre cocarde représente un avion syrien abattu.

Selon le renseignement israélien, l'été 1981 serait la dernière chance d'opérer contre le réacteur sans provoquer de pollution radioactive, car à ce stade, le réacteur n'est pas opérationnel et n'est pas encore chargé de son combustible nucléaire.
À cette date, l'installation est défendue par un site de SA-6 Gainful (2 km au sud), des missiles Roland 2 placés à 500 mètres du réacteur et de 30 à 40 canons de 23 et 57 mm contrôlés par radar.
Plusieurs fois repoussée, l'attaque aérienne a lieu le 7 juin 1981 contre le réacteur nucléaire d'Osirak sur le territoire irakien (situé à 17 kilomètres au sud-est de Bagdad). Le raid est mené par huit F-16 des 110e et 117e escadrons armés chacun de deux bombes Mk 84 d'une tonne (soit seize au total destinées à détruire la cible), de deux AIM-9L Sidewinder.  Ils sont escortés par six F-15C armés de missiles israéliens Shafrir et Python. Tous sont équipés de réservoirs de carburant supplémentaires. Les appareils décollent de la base aérienne d'Etzion (Rétrocédée à l'Egypte en 1982 et devenue depuis aéroport international de Taba) à 16 h 40/16 h 55 (heure locale) - 12 h 40/12 h 55 (GMT). Ils effectuent un vol de 1 600 km en passant par le sud de la Jordanie puis le long de la frontière de l'Arabie saoudite à une altitude de 800 (244 m) puis de 150 pieds (46 m) à l'intérieur de l’espace aérien irakien.     Les F-16A rencontrent des problèmes avec les réservoirs de carburant auxiliaires qui sont largués au-dessus du désert saoudien.
Environ 20 km à l'est du réacteur à 14 h 35 (GMT), les F-16 déclenchent la postcombustion pour atteindre la pleine puissance et commencent une ascension. Au sommet de la boucle, ils identifient la cible, plongent à la vitesse de 600 nœuds (1 100 km/h) à 35 degrés et larguent les bombes à une altitude de 3 500 pieds (1 km), visant la base de la structure et libérant des leurres afin de gêner la défense antiaérienne. Toutefois, celle-ci riposte mais n'atteint aucun des appareils. Tous les pilotes larguent leurs bombes dans des intervalles de 5 secondes. Le dôme vole en éclats et la centrale nucléaire subit tellement de dégâts qu'elle ne sera jamais remise en état.  
Le retour se fait à haute altitude, à la limite des réserves de carburant. L'escorte de F-15 dont 4 avaient quitté le groupe pour faire diversion n'eut pas à intervenir,.
Un civil français, Damien Chaussepied, ingénieur INSA de 25 ans travaillant pour Air liquide et le CEA, est tué dans ce raid ainsi que dix soldats irakiens.
Deux semaines après l'attaque d'Osirak, Israël admet qu'elle a déjà la capacité de développer ses propres armes nucléaires.
Ilan Ramon, l'un des pilotes de F-16 israéliens, meurt  lors de la catastrophe de la navette spatiale Columbia lors de la mission STS-107 en 2003.

## Réactions internationales
L'Organisation des Nations unies (ONU) émet la résolution 487 le 19 juin 1981, appelant à la cessation des hostilités et à l'envoi de l'Agence internationale de l'énergie atomique sur place. En 2009, le Premier ministre irakien Nouri al-Maliki exige une compensation de la part d'Israël.
La livraison des quatre derniers F-16 d'une première commande de 75 exemplaires à Israël par les États-Unis, dont les premiers exemplaires arrivèrent en juin 1980, est stoppée après ce raid pour plusieurs mois par le gouvernement des États-Unis.

### Émissions de Radio
- Fabrice Drouelle, « Osirak : quand la France fait face au Mossad opérations spéciales », émission de 48 min [], Affaires sensibles, France Inter, 20 novembre 2023 (consulté le 27 novembre 2023).